# Teteles de Avila Castillo
Teteles de Avila Castillo är en ort i Mexiko.   Den ligger i kommunen Teteles de Avila Castillo och delstaten Puebla, i den sydöstra delen av landet, 180 km öster om huvudstaden Mexico City. Teteles de Avila Castillo ligger 1 878 meter över havet och antalet invånare är 4 750.
Terrängen runt Teteles de Avila Castillo är huvudsakligen kuperad, men norrut är den bergig. Terrängen runt Teteles de Avila Castillo sluttar norrut. Runt Teteles de Avila Castillo är det ganska tätbefolkat, med 199 invånare per kvadratkilometer. Närmaste större samhälle är Teziutlan, 11,1 km öster om Teteles de Avila Castillo. I omgivningarna runt Teteles de Avila Castillo växer huvudsakligen savannskog.